# Dragan Ǵorgiew
Dragan Ǵorgiew (mac. Драган Ѓоргиев; ur. 16 grudnia 1990 w Radowiszu) – macedoński piłkarz grający na pozycji napastnika. Obecnie jest zawodnikiem klubu Wardar Skopje.

## Kariera piłkarska
Ǵorgiew w wieku siedmiu lat trafił do klubu z rodzinnego miasta Plackowica Radowisz. Jako piętnastolatek przeniósł się do drużyny Horizont Turnowo. Następnymi zespołami były niemieckie 1. FSV Mainz 05 i SC Paderborn 07, ponownie Horizont Turnowo, a od lata 2012 roku jest zawodnikiem Wardaru Skopje

## Kariera reprezentacyjna
Ǵorgiew ma na koncie występy w juniorskich reprezentacjach Macedonii. W dorosłej kadrze zadebiutował 7 września 2012 roku w meczu eliminacji mistrzostw świata z Chorwacją. Na boisku pojawił się w 73 minucie. Do tej pory rozegrał w niej trzy mecze (stan na 26 kwietnia 2013).
| Mecze i gole w reprezentacji | Mecze i gole w reprezentacji | Mecze i gole w reprezentacji | Mecze i gole w reprezentacji | Mecze i gole w reprezentacji | Mecze i gole w reprezentacji | Mecze i gole w reprezentacji |
| #                            | Data                         | Stadion                      | Rywal                        | Wynik                        | Gol                          | Rozgrywki                    |
| 2012                         | 2012                         | 2012                         | 2012                         | 2012                         | 2012                         | 2012                         |
| ---------------------------- | ---------------------------- | ---------------------------- | ---------------------------- | ---------------------------- | ---------------------------- | ---------------------------- |
| 1.                           | 07.09.2012                   | Zagrzeb, Chorwacja           | Chorwacja                    | 0:1                          | 0                            | El. MŚ 2014                  |
| 2.                           | 14.11.2012                   | Skopje, Macedonia            | Słowenia                     | 3:2                          | 0                            | towarzyski                   |
| 3.                           | 14.12.2012                   | Antalya, Turcja              | Polska                       | 1:4                          | 0                            | towarzyski                   |